# الدوري التشيلي لكرة القدم 1977
الدوري التشيلي لكرة القدم 1977 (بالإسبانية: Primera División de Chile 1977)‏ هو الموسم 45 من الدوري التشيلي لكرة القدم. كان عدد الأندية المشاركة فيه 18، وفاز فيه يونيون إسبانيولا.